# Теоретична лінгвістика
Теоретична лінгвістика є розділом, ядром загального мовознавства. Вона досліджує мовні закони і формулює їх як теорії. Теоретична лінгвістика може бути емпіричною або нормативною. Емпірична лінгвістика описує реальну мову, нормативна же вказує правильність вимови і написання слів. 
Теоретична лінгвістика формує саме уявлення про те, які властивості мови є суттєвими, а які — ні. Створювані в теоретичній лінгвістиці концептуальні моделі мови не просто описують спостережувані факти,а й претендують на їх пояснення. Іншими словами, класифікації мовних фактів і концептуальні моделі теоретичної лінгвістики претендують на опис того, як дійсно влаштовано мову. Крім розробки лінгвістичних моделей теоретична лінгвістика займається пошуком мовних універсалій, тобто спільних ознак, властивих всім природним мовам світу.
Теоретична лінгвістика протиставляється прикладній.